# Тонара
Тона̀ра (на италиански и на сардински: Tonara) е малко градче и община в Южна Италия, провинция Нуоро, автономен регион и остров Сардиния. Разположено е на 910 m надморска височина. Населението на общината е 2145 души (към 2010 г.).